# Yonda Thomas
Yonda Thomas (Mthatha, 1º dicembre 1985) è un attore sudafricano.

## Biografia
Yonda Thomas è nato a Mthatha, in Sudafrica, ed è stato cresciuto da una madre single. Dopo aver conseguito una laurea in amministrazione pubblica, nel 2008 si è trasferito a Johannesburg mirando a una carriera da diplomatico, durante questo periodo ha tuttavia partecipato al concorso di recitazione di SABC 1 'Class Act' assieme a degli amici, vincendo la possibilità di partecipare alla serie drammatica di SABC 1 Fallen. La sua prima interpretazione è tuttavia avvenuta nella serie televisiva Cuore d'Africa nel 2011, cui ha fatto seguito il film The Jakes Are Missing, dove ha vestito i panni del Detective Miles. Nel 2016, è entrato a far parte della serie SABC 3 Doubt, con il ruolo di Sanele.
Nell'agosto 2020, ha recitato nella commedia sexy Seriously Single co-diretto da Katleho Ramaphakela e Rethabile Ramaphakela distribuito su Netflix il 31 luglio dello stesso anno. Il 15 gennaio 2025 viene annunciato il suo ingresso nel cast della seconda stagione dell'adattamento live action Netflix di One Piece nel ruolo di Igaram.

## Vita privata
Thomas è sposato con la dottoressa Taz Emerans.

## Filmografia

### Cinema
- Previously on Childrens Hospital Africa, regia di Trevor Clarence – cortometraggio (2011)
- The Jakes Are Missing, regia di Figjam (2015)
- Mrs Right Guy, regia di Figjam (2016)
- Seriously Single, regia di Katleho Ramaphakela e Rethabile Ramaphakela (2020)
- Happiness Ever After, regia di Thabang Moleya (2021)
- Umjolo: My Beginnings, My End!, regia di Zuko Nodada (2025)
- Umjolo: There Is No Cure, regia di Mthunzi Dubazana (2025)

### Televisione
- Cuore d'Africa (Wild at Heart) – serie TV, episodio 6x03 (2011)
- Doubt – serie TV, 13 episodi (2017)
- Madiba – miniserie TV, episodio 1x01 (2017)
- Mina Nawe – serie TV, episodio 1x01 (2017)
- How to Ruin Christmas – serie TV, 3 episodi (2020)
- Red Ink – serie TV, 6 episodi (2024)
- One Piece – serie TV (2026)